# Atletica leggera ai IX Giochi panamericani
L'atletica leggera ai IX Giochi panamericani si è tenuta a Caracas, Venezuela, dal 14 agosto al 29 agosto 1983.

## Risultati

### Uomini
| Evento               | Oro                                                             | Prest.   | Argento                                                                     | Prest.   | Bronzo                                                                  | Prest.   |
| Corse piane          |                                                                 |          |                                                                             |          |                                                                         |          |
| 100 metri            | Leandro Peñalver Cuba                                           | 10,06    | Juan Núñez Rep. Dominicana                                                  | 10,14    | Sam Graddy Stati Uniti                                                  | 10,18    |
| 200 metri            | Elliott Quow Stati Uniti                                        | 20,42    | Leandro Peñalver Cuba                                                       | 20,53    | Bernie Jackson Stati Uniti                                              | 20,81    |
| 400 metri            | Cliff Wiley Stati Uniti                                         | 45,02    | Lázaro Martínez Cuba                                                        | 45,37    | Gerson de Souza Brasile                                                 | 45,45    |
| 800 metri            | Agberto Guimarães Brasile                                       | 1:46,31  | José Luíz Barbosa Brasile                                                   | 1:46,65  | Stanley Redwine Stati Uniti                                             | 1:47,26  |
| 1500 metri           | Agberto Guimarães Brasile                                       | 3:42,91  | Ross Donahue Stati Uniti                                                    | 3:43,09  | Chuck Aragon Stati Uniti                                                | 3:44,57  |
| 5000 metri           | Eduardo Castro Messico                                          | 13:54,11 | Gerardo Alcalá Messico                                                      | 13:54,37 | Domingo Tibaduiza Colombia                                              | 13:59,68 |
| 10000 metri          | José Gómez Messico                                              | 29:14,75 | Domingo Tibaduiza Colombia                                                  | 29:17,12 | Mark Nenow Stati Uniti                                                  | 29:22,46 |
| 3000 siepi           | Emilio Ulloa Cile                                               | 8:57,62  | Carmelo Ríos Porto Rico                                                     | 9:01,47  | Greg Duhaime Canada                                                     | 9:06,03  |
| Corse ad ostacoli    |                                                                 |          |                                                                             |          |                                                                         |          |
| 110 metri ostacoli   | Roger Kingdom Stati Uniti                                       | 13,44    | Alejandro Casañas Cuba                                                      | 13,51    | Tonie Campbell Stati Uniti                                              | 13,54    |
| 400 metri ostacoli   | Frank Montiéh Cuba                                              | 50,02    | Antônio Díaz Ferreira Brasile                                               | 50,08    | James King Stati Uniti                                                  | 50,31    |
| Staffette            |                                                                 |          |                                                                             |          |                                                                         |          |
| 4x100 metri          | Stati Uniti Sam Graddy Bernie Jackson Ken Robinson Elliott Quow | 38,49    | Cuba Osvaldo Lara Leandro Peñalver Silvio Leonard José Isalgue              | 38,55    | Brasile Gerson de Souza João Batista Silva Nelson Rocha Robson da Silva | 39,08    |
| 4x400 metri          | Stati Uniti Alonzo Babers Mike Bradley James Rolle Eddie Carey  | 3:00,47  | Brasile Evaldo da Silva José Luíz Barbosa Agberto Guimarães Gerson de Souza | 3:02,79  | Cuba Lázaro Martínez Augustin Pavo Carlos Reyte Héctor Herrera          | 3:03,15  |
| Concorsi             |                                                                 |          |                                                                             |          |                                                                         |          |
| Salto in alto        | Francisco Centelles Cuba                                        | 2,29 m   | Leo Williams Stati Uniti                                                    | 2,27 m   | Jorge Alfaro Cuba                                                       | 2,25 m   |
| Salto in lungo       | Jaime Jefferson Cuba                                            | 8,03 m   | Vesco Bradley Stati Uniti                                                   | 7,99 m   | Juan Felipe Ortíz Cuba                                                  | 7,91 m   |
| Salto triplo         | Jorge Reyna Cuba                                                | 17,05 m  | Lázaro Betancourt Cuba                                                      | 16,75 m  | José Salazar Venezuela                                                  | 16,26 m  |
| Salto con l'asta     | Mike Tully Stati Uniti                                          | 5,45 m   | Jeff Buckingham Stati Uniti                                                 | 5,25 m   | Tom Hintnaus Brasile                                                    | 5,20 m   |
| Getto del peso       | Luis Delís Cuba                                                 | 18,24 m  | Gert Weil Cile                                                              | 17,30 m  | Hubert Maingot Trinidad e Tobago                                        | 16,48 m  |
| Lancio del disco     | Luis Delís Cuba                                                 | 67,32 m  | Bradley Cooper Bahamas                                                      | 62,38 m  | Juan Martínez Cuba                                                      | 62,04 m  |
| Lancio del martello  | Genovevo Morejón Cuba                                           | 65,34 m  | Harold Willers Canada                                                       | 64,22 m  | Alfredo Luis Cuba                                                       | 63,16 m  |
| Tiro del giavellotto | Laslo Babits Canada                                             | 81,40 m  | Ramón González Cuba                                                         | 78,34 m  | Amado Morales Porto Rico                                                | 77,40 m  |
| Prove su strada      |                                                                 |          |                                                                             |          |                                                                         |          |
| Maratona             | Jorge González Porto Rico                                       | 2:12:43  | César Mercado Porto Rico                                                    | 2:20:30  | Miguel Cruz Messico                                                     | 2:21:12  |
| 20 km marcia         | Ernesto Canto Messico                                           | 1:28:12  | Raúl González Messico                                                       | 1:29:21  | Héctor Moreno Colombia                                                  | 1:30:05  |
| 50 km marcia         | Raúl González Messico                                           | 4:00:45  | Martín Bermúdez Messico                                                     | 4:04:20  | Querubín Moreno Colombia                                                | 4:23:20  |
| Prove multiple       |                                                                 |          |                                                                             |          |                                                                         |          |
| Decathlon            | Dave Steen Canada                                               | 7958 p.  | Douglas Fernández Venezuela                                                 | 7726 p.  | Freddy Aberdeen Venezuela                                               | 7262 p.  |

### Donne
| Evento               | Oro                           | Prest.  | Argento                         | Prest.  | Bronzo                     | Prest.  |
| Corse piane          |                               |         |                                 |         |                            |         |
| 100 metri            | Esmeralda García Brasile      | 11,31   | Jackie Washington Stati Uniti   | 11,33   | Luisa Ferrer Cuba          | 11,38   |
| 200 metri            | Randy Givens Stati Uniti      | 23,14   | LaShon Nedd Stati Uniti         | 23,39   | Luisa Ferrer Cuba          | 23,39   |
| 400 metri            | Charmaine Crooks Canada       | 51,49   | Ana Fidelia Quirot Cuba         | 51,83   | Esther Gabriel Stati Uniti | 52,45   |
| 800 metri            | Nery McKeen Cuba              | 2:02,20 | Ranza Clark Canada              | 2:02,44 | Alejandra Ramos Cile       | 2:03,65 |
| 1500 metri           | Ranza Clark Canada            | 4:16,18 | Cindy Bremser Stati Uniti       | 4:17,67 | Missy Kane Stati Uniti     | 4:21,39 |
| 3000 metri           | Joan Benoit Stati Uniti       | 9:14,19 | Brenda Webb Stati Uniti         | 9:28,69 | Monica Regonesi Cile       | 9:41,87 |
| Corse ad ostacoli    |                               |         |                                 |         |                            |         |
| 100 metri ostacoli   | Benita Fitzgerald Stati Uniti | 13,16   | Kim Turner Stati Uniti          | 13,39   | Elida Aveillé Cuba         | 13,41   |
| 400 metri ostacoli   | Judi Brown Stati Uniti        | 56,03   | Sharieffa Barksdale Stati Uniti | 56,09   | Gwen Wall Canada           | 56,93   |
| Staffette            |                               |         |                                 |         |                            |         |
| 4x100 metri          | Stati Uniti                   | 43,21   | Trinidad e Tobago               | 44,63   | Canada                     | 44,77   |
| 4x400 metri          | Stati Uniti                   | 3:29,97 | Canada                          | 3:30,24 | Cuba                       | 3:30,76 |
| Concorsi             |                               |         |                                 |         |                            |         |
| Salto in alto        | Coleen Sommer Stati Uniti     | 1,91 m  | Silvia Costa Cuba               | 1,88 m  | Joni Huntley Stati Uniti   | 1,82 m  |
| Salto in lungo       | Kathy McMillan Stati Uniti    | 6,70 m  | Eloína Echevarría Cuba          | 6,61 m  | Pat Johnson Stati Uniti    | 6,33 m  |
| Getto del peso       | María Elena Sarría Cuba       | 19,34 m | Rosa Fernández Cuba             | 17,39 m | Lorna Griffin Stati Uniti  | 16,61 m |
| Lancio del disco     | María Betancourt Cuba         | 59,62 m | Maritza Martén Cuba             | 59,62 m | Lorna Griffin Stati Uniti  | 56,52 m |
| Tiro del giavellotto | María Caridad Colón Cuba      | 63,76 m | Mayra Vila Cuba                 | 63,32 m | Marieta Riera Venezuela    | 53,60 m |
| Prove multiple       |                               |         |                                 |         |                            |         |
| Heptathlon           | Conceição Geremias Brasile    | 6084 p. | Cindy Greiner Stati Uniti       | 6068 p. | Elida Aveillé Cuba         | 5755 p. |

## Medagliere
| #      | Nazione           | Oro | Argento | Bronzo | Totale |
| ------ | ----------------- | --- | ------- | ------ | ------ |
| 1      | Stati Uniti       | 14  | 11      | 13     | 38     |
| 2      | Cuba              | 12  | 12      | 10     | 34     |
| 3      | Brasile           | 4   | 3       | 3      | 10     |
| 3      | Canada            | 4   | 3       | 3      | 10     |
| 5      | Messico           | 4   | 3       | 1      | 8      |
| 6      | Porto Rico        | 1   | 2       | 1      | 4      |
| 7      | Cile              | 1   | 1       | 2      | 4      |
| 8      | Colombia          | 0   | 1       | 3      | 4      |
| 8      | Venezuela         | 0   | 1       | 3      | 4      |
| 10     | Trinidad e Tobago | 0   | 1       | 1      | 2      |
| 11     | Rep. Dominicana   | 0   | 1       | 0      | 1      |
| 11     | Bahamas           | 0   | 1       | 0      | 1      |
| Totale | Totale            | 40  | 40      | 40     | 120    |